# Erica macowanii
Erica macowanii är en ljungväxtart. Erica macowanii ingår i släktet klockljungssläktet, och familjen ljungväxter.

## Underarter
Arten delas in i följande underarter:
- E. m. lanceolata
- E. m. macowanii